# 渡邉浩司
渡邉 浩司（わたなべ こうじ、1964年 - ）は、日本のフランス文学者。中央大学経済学部教授。学位は、文学博士（名古屋大学）。専門はフランス中世文学、神話学的な立場からアーサー王物語の研究を行う。課程博士論文ではアーサー王物語の実質的な創始者であるクレチアン・ド・トロワを扱った。フランス・グルノーブル第三大学・イマジネール研究所（CRI）通信研究員。国際アーサー王学会会員。日本ケルト学会会員。ベルギー「ケルト学・比較研究」大学間連絡グループ会員。

## 略歴
- 1993年6月 グルノーブル第三大学DEA取得。
- 1994年3月 名古屋大学大学院文学研究科博士後期課程（仏文学）満期退学。
- 1995年4月 名古屋外国語大学専任講師。
- 1997年4月 名古屋外国語大学助教授。
- 1998年4月 中央大学経済学部助教授。
- 2004年4月 - 現在 中央大学経済学部教授。

## 著書

### 単著
- 『クレチアン・ド・トロワ研究序説-修辞学的研究から神話学的研究へ』、中央大学出版部、2002年。ISBN 4-8057-5148-7

### 編著
- Tous les hommes virent le même soleil : hommage à Philippe Walter, Tokyo, CEMT Editions, 2002（担当p.133-140）。ISBN 4-9901346-0-5, 国立国会図書館書誌ID:000003588359
- 『剣と愛と-中世ロマニアの文学』、中央大学出版部、2004年（担当p.67-92）。ISBN 4-8057-5325-0
- 『続 剣と愛と-中世ロマニア文学』、中央大学出版部、2006年（担当p.169-217）。ISBN 4-8057-5329-3
- 『英雄詩とは何か』、中央大学出版部、2011年（担当p.209-236)。ISBN 978-4-8057-5340-8
- Voix des mythes, science des civilisations. Hommage à Philippe Walter, Peter Lang, 2012（担当p.43-55）ISBN 978-3-0343-1003-1
- 『アーサー王物語研究-源流から現代まで』、中央大学出版部、2016年（担当p.145-194）。ISBN 978-4-8057-5346-0
- 『続 英雄詩とは何か』、中央大学出版部、2017年（担当p.197-232）。
- 『アーサー王伝説研究-中世から現代まで』[3]、中央大学出版部、2019年（担当p.43-76）。ISBN 978-4-8057-5355-2
- Si est tens a fester. Hommage à Philippe Walter, Tokyo, CEMT Editions, 2022（担当p.187-202）。ISBN 978-4-9901346-1-7
- 『幻想的存在の東西‐古代から現代まで』、中央大学出版部、2024年（担当p.239-275）。ISBN 978-4-8057-5363-7

### 共著
- Mythologies du porc, Grenoble, Jérôme Millon, 1999（担当p.93-100） ISBN 2-84137-086-0
- Chrétien de Troyes, An Analytic Bibliography, Supplement 1, London. Tamesis, 2002 ISBN 1-85566-083-0
- 『フランス-経済・社会・文化の位相』、中央大学出版部、2005年（第4章担当）。ISBN 4-8057-2233-9
- 『ケルト-口承文化の水脈』、中央大学出版部、2006年（担当p.153-176）。ISBN 4-8057-5327-7
- 『異界の交錯（上巻）』、リトン、2006年（担当p.127-148）。ISBN 4-947668-78-4
- 『ヒグマ学入門』、北海道大学出版会、2006年（第2部第5章担当）。ISBN 4-8329-7391-6
- Figures du fantastique dans les contes et nouvelles, Publications Orientalistes de France, Association A la Rencontre d’Ecrivains, octobre 2006（担当p.54-65） ISBN 2-7169-0300-X
- 『フランス中世文学を学ぶ人のために』、世界思想社、2007年（第III章第2節担当）。ISBN 978-4-7907-1229-9
- 『現代の東西文化交流の行方第2巻-文化的葛藤を緩和する双方向思考』、大阪教育図書、2009年（第2部第4章担当）。ISBN 978-4-271-11790-2
- 『フランス-経済・社会・文化の諸相』、中央大学出版部、2010年（第5章担当）。ISBN 978-4-8057-2244-2
- Formes et difformités médiévales. Hommage à Claude Lecouteux, Paris, PUPS, 2010（第2部中p.233-243担当） ISBN 978-2-84050-701-7
- 『神の文化史事典』、白水社、2013年（担当・ケルト関連97項目）。ISBN 978-4-560-08265-2
- 『チョーサーと中世を眺めて』、麻生出版、2014年（担当p.367-383）。ISBN 978-4-905383-05-5
- 『世界女神大事典』、原書房、2015年（担当p.334-389「ケルトの女神」）。ISBN 978-4-562-05195-3
- Mythes, rites et émotions: les funérailles le long de la Route de la soie, Paris, Honoré Champion, 2016（担当p.51-71） ISBN 978-2-7453-3053-6
- 『世界神話伝説大事典』、勉誠出版、2016年（フィリップ・ヴァルテール執筆項目（大項目8・小項目214）の翻訳を担当）。ISBN 978-4-585-20036-9
- 『フランス-経済・社会・文化の実相』、中央大学出版部、2016年（第9章担当）。ISBN 978-4-8057-2260-2
- 『現代に生きる妖怪たち』、三弥井書店、2017年（担当p.136-152）。ISBN 978-4-8382-3322-9
- 『ケルトを知るための65章』、明石書店、2018年（コラム3と第53章担当）。ISBN 978-4-7503-4613-7

### 翻訳
- （共訳）『写真集アフガニスタン』（クリス・スティール＝パーキンス）、晶文社、2001年。ISBN 4-7949-6516-8
- （共訳）『ケルト文化事典』（ジャン・マルカル）、大修館書店、2002年。ISBN 4-469-01272-6
- （共訳）『中世の祝祭-伝説・神話・起源』（フィリップ・ヴァルテール）、原書房、2007年。ISBN 978-4-562-04054-4
- （共訳）『フランス民話集I』（担当・ブルターニュ地方）、中央大学出版部、2012年。ISBN 978-4-8057-5404-7
- （共訳）『フランス民話集II』（担当・ドーフィネ地方）、中央大学出版部、2013年。ISBN 978-4-8057-5406-1
- （共訳）『フランス民話集III』（担当・ドーフィネ地方）、中央大学出版部、2014年。ISBN 978-4-8057-5409-2
- （共訳）『フランス民話集IV』（担当・アルデンヌ地方、ノルマンディー地方）、中央大学出版部、2015年。ISBN 978-4-8057-5413-9
- （共訳）『フランス民話集V』（担当・シャンパーニュ地方）、中央大学出版部、2016年 ISBN 978-4-8057-5414-6
- （共訳）『アーサー王神話大事典』（フィリップ・ヴァルテール）、原書房、2018年。ISBN 978-4-562-05446-6
- （共訳）『英雄の神話的諸相-ユーラシア神話試論I』（フィリップ・ヴァルテール）、中央大学出版部、2019年。特別:文献資料/9784562054466 ISBN 978-4-8057-5181-7
- （共訳）『ユーラシアの女性神話-ユーラシア神話試論Ⅱ』（フィリップ・ヴァルテール）、中央大学出版部、2021年。ISBN 978-4-8057-5183-1

## 受賞
- 1997年第4回日本フランス語フランス文学会奨励賞[4]
- 2015年第51回日本翻訳出版文化賞・2018年翻訳特別賞[5]。